# Microgovia chenepau
Espèce
Microgovia chenepau est une espèce d'opilions cyphophthalmes de la famille des Neogoveidae.

## Distribution
Cette espèce est endémique du Guyana. Elle se rencontre au Potaro-Siparuni vers Chenapau.

## Description
Le mâle holotype mesure 1,97 mm et la femelle paratype 1,85 mm.

## Étymologie
Son nom d'espèce lui a été donné en référence au lieu de sa découverte, Chenapau.

## Publication originale
- Benavides, Hormiga & Giribet, 2019 : « Phylogeny, evolution and systematic revision of the mite harvestman family Neogoveidae (Opiliones Cyphophthalmi). » Invertebrate Systematics, vol. 33, no 1, p. 101-180.